# Polygenis platensis
Polygenis platensis är en loppart som först beskrevs av Jordan et Rothschild 1908.  Polygenis platensis ingår i släktet Polygenis och familjen Rhopalopsyllidae.

## Underarter
Arten delas in i följande underarter:
- P. p. platensis
- P. p. cisandinus